# 龚孟舒
龚孟舒（?—?），东阳郡（今浙江省金华市）人，南朝梁、南朝陈政治人物。
龚孟舒习《毛诗》，善谈名理。梁武帝时为寻阳郡丞。梁元帝在江州时，待他尊以为师。承圣年间，龚孟舒任中书舍人。陈朝时，陈文帝天嘉初年，龚孟舒历任员外散骑常侍，国子助教，太中大夫。